# Bronco McKart
Bronco McKart est un boxeur américain né le 20 mars 1971 à Monroe, Michigan.

## Carrière
Passé professionnel en 1992, il remporte le titre vacant de champion du monde des super-welters WBO le 1er mars 1996 après sa victoire au 9e round face à Santos Cardona. McKart perd cette ceinture aux points dès le combat suivant contre son compatriote Winky Wright le 17 mai 1996. Malgré ce revers, il relance sa carrière en s'emparant du titre de champion d'Amérique du Nord NABF des super-moyens en 2000, titre qu'il cède néanmoins quelques mois plus tard à nouveau face à Wright.